# Nazionale maschile di pallacanestro di Mauritius
La nazionale di pallacanestro di Mauritius è la rappresentativa cestistica di Mauritius ed è posta sotto l'egida della Federazione cestistica di Mauritius.